# Landolphia maxima
Espèce
Synonymes
- Carpodinus maxima K.Schum. ex Hallier f.[1]

Statut de conservation UICN

 VU B2ab(iii) : Vulnérable
Landolphia maxima est une espèce de plantes à fleurs de la famille des Apocynaceae et du genre Landolphia, présente en Afrique tropicale.

## Description
C'est une liane qui peut atteindre 15 m de hauteur.

## Distribution
Subendémique, assez rare, elle a été observée dans les régions côtières, principalement au Cameroun sur cinq sites dans trois régions (Sud-Ouest, Littoral et Sud), au Nigeria sur les monts Oban dans l'État de Cross River, également sur un site au Gabon, à proximité de Cap Estérias.